# كارل قروب
كارل قروب هو لاعب كرة قدم سويسري في مركز حراسة المرمى، ولد في 30 مايو 1946 في كوسناخت في سويسرا، وتوفي في 20 أبريل 2019 في زيورخ في سويسرا بسبب قصور القلب. شارك مع منتخب سويسرا لكرة القدم. أما مع النوادي، فقد لعب مع نادي بيل-بيين ونادي زيورخ.

## وصلات خارجية
- كارل قروب على موقع قاعدة بيانات كرة القدم.إي يو (الإنجليزية)
- كارل قروب على موقع ناشيونال فوتبول تيمز (الإنجليزية)
- كارل قروب على موقع عالم كرة القدم.نت (الإنجليزية)